# 東立石
東立石（ひがしたていし）は、東京都葛飾区の町名。現行行政地名は東立石一丁目から四丁目。住居表示実施済み区域である。

## 地理
葛飾区南部に位置する。北西で立石一・七丁目、北東および東で中川を挟んだ対岸の奥戸、南東で中川を挟んだ対岸の東新小岩八丁目、南西で東四つ木二・四丁目に隣接する。主に住宅地として利用される。町域の北東辺および南東辺を中川に囲まれたほぼ四角形の境界を持ち、北西辺を東京都道60号市川四ツ木線、南西辺を東京都道308号千住小松川葛西沖線で画す。行政上の地名からも分かる通り、北西に隣接する立石とは密接な生活圏を形成しており、日常の呼称では併せて「立石」として総称される。

### 地価
住宅地の地価は、2025年（令和7年）1月1日の公示地価によれば、東立石4-26-10の地点で36万6000円/m2となっている。

## 歴史
江戸時代前期の正保年間から元禄8年（1695年）までの間に、新田の開拓によって原村と川端村という
現在の東立石の大部分に相当する2つの村が立石村から分村したことが国絵図の変遷や『新編武蔵風土記稿』の記述からわかっている 。
明治22年（1889年）には2村は東京府南葛飾郡立石村（後の本田村）の大字となったが、明治35年（1902年）頃に現在の葛飾区立立石図書館の場所に移転するまでの間、川端659番地(現在の東立石3-28付近)に村役場（本田村役場）があった 。
昭和7年（1932年）、本田町が周辺の町村と合併して葛飾区が成立すると、大字原が本田原町に、大字川端が本田川端町に、大字立石の飛び地で現在、東立石緑地公園がある付近が南立石町になった 。
昭和40年（1965年）、住居表示の実施によって本田原町、南立石町および本田川端町の大部分（平和橋通り以東)や本田渋江町の一部（平和橋通り以東。渋江公園付近。)を併せて東立石になった。

## 世帯数と人口
2023年（令和5年）1月1日現在（東京都発表）の世帯数と人口は以下の通りである。
| 丁目         | 世帯数    | 人口     |
| ------------ | --------- | -------- |
| 東立石一丁目 | 1,058世帯 | 2,234人  |
| 東立石二丁目 | 1,192世帯 | 2,066人  |
| 東立石三丁目 | 1,335世帯 | 2,521人  |
| 東立石四丁目 | 2,357世帯 | 4,596人  |
| 計           | 5,942世帯 | 11,417人 |

### 人口の変遷
国勢調査による人口の推移。
| 年                 | 人口   |
| ------------------ | ------ |
| 1995年（平成7年）  | 10,766 |
| 2000年（平成12年） | 10,725 |
| 2005年（平成17年） | 10,737 |
| 2010年（平成22年） | 11,254 |
| 2015年（平成27年） | 11,146 |
| 2020年（令和2年）  | 11,068 |

### 世帯数の変遷
国勢調査による世帯数の推移。
| 年                 | 世帯数 |
| ------------------ | ------ |
| 1995年（平成7年）  | 4,199  |
| 2000年（平成12年） | 4,375  |
| 2005年（平成17年） | 4,370  |
| 2010年（平成22年） | 4,965  |
| 2015年（平成27年） | 5,089  |
| 2020年（令和2年）  | 5,274  |

## 学区
区立小・中学校に通う場合、学区は以下の通りとなる（2021年4月時点）。
| 丁目         | 番地             | 小学校             | 中学校             |
| ------------ | ---------------- | ------------------ | ------------------ |
| 東立石一丁目 | 全域             | 葛飾区立川端小学校 | 葛飾区立本田中学校 |
| 東立石二丁目 | 全域             | 葛飾区立川端小学校 | 葛飾区立本田中学校 |
| 東立石三丁目 | 29～32番         | 葛飾区立川端小学校 | 葛飾区立本田中学校 |
| 東立石三丁目 | 1〜28番 33〜37番 | 葛飾区立本田小学校 | 葛飾区立本田中学校 |
| 東立石四丁目 | 16番 18～55番    | 葛飾区立本田小学校 | 葛飾区立本田中学校 |
| 東立石四丁目 | 1〜15番 17番     | 葛飾区立川端小学校 | 葛飾区立本田中学校 |

## 事業所
2021年（令和3年）現在の経済センサス調査による事業所数と従業員数は以下の通りである。
| 丁目         | 事業所数  | 従業員数 |
| ------------ | --------- | -------- |
| 東立石一丁目 | 100事業所 | 1,151人  |
| 東立石二丁目 | 107事業所 | 936人    |
| 東立石三丁目 | 126事業所 | 820人    |
| 東立石四丁目 | 100事業所 | 601人    |
| 計           | 433事業所 | 3,508人  |

### 事業者数の変遷
経済センサスによる事業所数の推移。
| 年                 | 事業者数 |
| ------------------ | -------- |
| 2016年（平成28年） | 477      |
| 2021年（令和3年）  | 433      |

### 従業員数の変遷
経済センサスによる従業員数の推移。
| 年                 | 従業員数 |
| ------------------ | -------- |
| 2016年（平成28年） | 3,437    |
| 2021年（令和3年）  | 3,508    |

## 交通

### 鉄道
鉄道
町域内に鉄道駅および鉄道路線は存在しない。しかし隣接する立石に京成電鉄押上線京成立石駅が所在するため、住民の鉄道交通機関の利用に不便は無い。

### バス
京成タウンバス
- 新小岩51系統（新小岩駅 - 平和橋 - 渋江公園 - 堀切菖蒲園駅 - 綾瀬駅 ）[注釈 2]
- 新小岩52系統（新小岩駅東北広場 - 四ツ木駅 - 渋江公園 - 立石駅前通り - 小岩駅北口 - 市川駅）[注釈 3]
- 新小岩52乙系統（新小岩駅東北広場 - 四ツ木駅 - 渋江公園 - 立石駅前通り - 青砥駅入口 - 亀有駅)

### 道路・橋梁
道路
- 東京都道60号市川四ツ木線
- 東京都道308号千住小松川葛西沖線（平和橋通り）

橋梁
- 本奥戸橋（中川。東立石四丁目-奥戸二丁目）
- 平和橋（中川。東立石一丁目-東新小岩八丁目）

## 施設
行政
- 東京消防庁本田消防署

教育
- 葛飾区立川端小学校
- 葛飾区立本田中学校

保育・福祉
- こひつじ保育園分園

- 東立石保育園
- 社会福祉法人原町成年寮

その他公共施設
- 渋江公園
- 東立石緑地公園
- 東立石地区センター

## 史跡・寺社
- 原稲荷神社
- 川端諏訪神社
- 正覚寺
- 喜多向観音
- 真禅寺

## その他

### 日本郵便
- 郵便番号 : 124-0013[3]（集配局 : 葛飾郵便局[22]）。